# Eupithecia ochroriguata
Eupithecia ochroriguata är en fjärilsart som beskrevs av Kruyer 1939. Eupithecia ochroriguata ingår i släktet Eupithecia och familjen mätare. Inga underarter finns listade i Catalogue of Life.